# Рідколісся та лісостеп Копетдагу
Рідколісся та лісостеп Копетдагу (ідентифікатор WWF: PA1008) — палеарктичний екорегіон гірських луків та чагарників, розташований в горах Копетдагу на території південного Туркменістану та північного Ірану. Він вирізняється високим біорізноманіттям, оскільки охоплює різноманітні висотні зони, від напівпустельних передгір'їв на висоті 300 м над рівнем моря до скелястих гірських вершин на висоті понад 2800 м над рівнем моря.

## Географія
Екорегіон рідколісь та лісостепу Копетдагу охоплює гірський хребет Копетдаг, що простягається на 600 км з північного заходу на південний схід вздовж туркмено-іранського кордону, а також відокремлений гірський масив Великого Балхану, розташований на захід від нього. Ширина екорегіону становить близько 100 км. Західні передгір'я Копетдагу виділяють у окремий екорегіон копетдазької напівпустелі. На північ від регіону розташована Центральноазійська південна пустеля, а на південь — екорегіон пустельних басейнів Центрального Ірану.
Копетдаг є найпівнічнішим гірським хребтом Туркмено-Хорасанських гір. Це середньовисотні гори, їхньою найвищою вершиною є Кух-е-Кучан висотою 3191 м. Основними гірськими породами Копетдагу є пісковики, вапняки, глини і мергелі. Геологічна історія Копетдагу сприяла високому біорізноманіттю цього екорегіону. У міоцені, 10 млн років тому, під час скорочення давнього моря Паратетіс, цей гірський хребет представляв собою острівний коридор між Балканами та Іранським нагір'ям. З подальшою аридизацією ландшафти поступово змінювалися. У плейстоцені, менше 1 млн років тому, цей гірський коридор був місцем постійного розселення і, ймовірно, місцевого видоутворення. До цього часу відносять багато ендемічних видів рослин. Оточений пустелями Центральної Азії Копетдаг є домом для реліктової мезофільної флори і фауни, яка не могла пережити аридизацію прилеглих низовин. Трансгресії Протокаспійського моря періодично перетворювали ці гори на острів. Під час останнього льодовикового періоду Копетдаг був рефугіумом — місцем, де численні європейські та азійські види переживали глобальне похолодання. Пізніше новий період аридизації ізолював багато європейських лісових та лучних видів, які знайшли свій притулок у прибережних лісах уздовж гірських долин.

## Клімат
В межах екорегіону переважає напівпустельний клімат (BSk за класифікацією кліматів Кеппена), який характеризується спекотним та сухим літом, хоч і більш прохолодним, ніж в навколишніх пустелях, і холодною, сухою зимою. Влітку температура може сягати 35-45 °C, іноді навіть 48 °C. Взимку температура може опускатися до -24 °C. Середньорічна кількість опадів коливається від 300-400 мм на гірських вершинах до приблизно 140 мм в передгір'ях. Опади випадають переважно з листопада по квітень.

## Флора
На висоті понад 300 м над рівнем моря в горах Копетдагу поширені склерофітні ліси та чагарники. Склерофітні ліси, відомі як шибляки, є подібними до лісів, поширених в Середземномор'ї. Шибляки різняться за своїм видовим складом і багатством, наявністю різноманітних субтропічних видів та ендеміків. Іноді їх характеризують як саваноподібний тип відкритих рідколісь. Основними породами дерев в шибляках є туркменський клен (Acer turcomanicum), глід (Crataegus spp.), у порушених лісах — звичайне держидерево (Paliurus spina-christi). Туркменський клен – це невелике деревце висотою 2-3 м, його подібність до чагарника обумовлена здатністю відновлюватися зі стовбура після збирання дрів, пожежі або перевипасу. 
На висоті від 800 до 2500 м над рівнем моря в горах Копетдагу поширені ліси. Їх щільність залежить від вологості схилів. Основними деревами і кущами, що ростуть в цих лісах, є глід (Crataegus spp.), кавказький каркас (Celtis caucasica), туркменський яловець (Juniperus polycarpos var. turkomanica), дрібноплідна вишня (Prunus microcarpa), середня ефедра (Ephedra intermedia), хвощевидна ефедра (Ephedra equisetina), однолиста ірга (Cotoneaster nummularius), тонкий міхурник (Colutea gracilis), приквіткова жимолость (Lonicera bracteolaris), квітуча марена (Rubia florida), жостір Сінтеніса (Rhamnus sintenisii), кущовий жасмин (Jasminum fruticans), звичайний мигдаль (Prunus amygdalus) та мітлистий мигдаль (Prunus scoparia). В підліску зустрічаються такі трав'янисті рослини, як неплідний стоколос (Bromus sterilis), жовтуватий трищетинник (Trisetum flavescens), рябчик Раддеана (Fritillaria raddeana), різноплідний прямохвістник (Orthurus heterocarpus), біла глуха кропива (Lamium album), звичайна грястиця (Dactylis glomerata), звичайний кінський часник (Alliaria petiolata), котяча м'ята Сінтеніса (Nepeta sintenisii), хрестівниця Сінтеніса (Crucianella sintenisii), справжній підмаренник (Galium verum), чіпкий підмаренник (Galium aparine), мишачий ячмінь (Hordeum murinum) та городній рокет-салат (Eruca vesicaria).
У лісах Копетдагу росте велика кількість плодових дерев, кущів і лоз, цінних для селекції, зокрема звичайний гранат (Punica granatum), лісовий виноград (Vitis sylvestris), справжній виноград (Vitis vinifera), звичайна смоківниця (Ficus carica), турменська яблуня (Malus sieversii ssp. turkmenorum), груша Буасьє (Pyrus boissieriana), дрібноплідна вишня (Prunus microcarpa), червоноплідна вишня (Prunus bifrons), алича (Prunus divaricata), звичайний мигдаль (Prunus amygdalus), мітлистий мигдаль (Prunus scoparia) та глід (Crataegus spp.).
У середньогір'ях і високогір'ях, на висоті від 1000 до 2000 м над рівнем моря, поширені рідколісся туркменського яловця (Juniperus turkomanica). Також на цих висотах зустрічається шибляк, типчаково-ковиловий степ, де домінує валіська костриця (Festuca valesiaca), туркменська ковила (Stipa zalesskii subsp. turcomanica) та ковила Гогенакера (Stipa hohenackeriana), а також гірські ксерофіти, представлені подушкоподібними рослинами, зокрема колючолистами (Acanthophyllum spp.), акантолімонами (Acantholimon spp.) та астрагалами (Astragalus).
У високогір'ях кленові насадження є більш розрідженими, а серед трав переважає волосистий пирій (Thinopyrum intermedium ssp. trichophorum). У вузьких смугах (завширшки 50-100 м) в долинах гірських річок, на висоті від 1000 до 1500 м над рівнем моря, ростуть прибережні листяні ліси, в яких домінують волоські горіхи (Juglans regia). Серед інших рослин, які зустрічаються в горіхових лісах, слід навести берест (Ulmus minor), сирійський ясен (Fraxinus angustifolia subsp. syriaca), кизил Меєра (Cornus meyeri), алича (Prunus divaricata), пишноцвіта жимолость (Lonicera floribunda), священна ожина (Rubus sanctus) та шипшина Беггера (Rosa beggeriana). В трав'янистому підліску ростуть такі мезофільні трав'янисті рослини, як неплідний стоколос (Bromus sterilis), повзучий пирій (Elymus repens), довголиста м'ята (Mentha longifolia), затінкова кузинія (Cousinia umbrosa), городня бугила (Anthriscus cerefolium), вузлуватий бутень (Chaerophyllum nodosum) та дивна цибуля (Allium paradoxum). Породи дикого волоського горіха можуть бути важливими у селекції нових культурних сортів.
В прибережних горіхових лісах знайшли притулок рідкісні мезофітні види орхідей, зокрема закаспійські комашники (Ophrys mammosa subsp. transhyrcana) і чемерицелисті коручки (Epipactis veratrifolia), та папоротей, зокрема звичайні вужачки (Ophioglossum vulgatum). У долинах деяких гірських річок ростуть реліктові прибережні ліси східних платанів (Platanus orientalis). Їх збереження повністю залежить від протиерозійних заходів, які мають запобігти утворенню селевих потоків, спричинених перевипасом худоби на вершинах вододілів.
Флора Копетдагу демонструє її змішаний характер та біогеографічні зв'язки через наявність в ній середземноморських і туранских елементів, а також містить значну кількість ендеміків, яких в регіоні нараховується близько 332 видів. Найбільша кількість рідкісних і зникаючих видів рослин Копетдагу належить до родин Лілієві (Liliaceae), Зозулинцеві (Orchidaceae), Трояндові (Rosaceae), Бобові (Fabaceae) та Айстрові (Asteraceae).

## Фауна
В горах Копетдагу поширені такі види ссавців, як звичайні шакали (Canis aureus), звичайні лисиці (Vulpes vulpes), кам'яні куниці (Martes foina), малі ласиці (Mustela nivalis), кавказькі борсуки (Meles canescens), індійські їжатці (Hystrix indica) та дикі свині (Sus scrofa). Серед рідкісних ссавців слід навести анатолійського леопарда (Panthera pardus tulliana), уріала (Ovis vignei), ендемічного туркменського дикого козла (Capra aegagrus turcmenica), а також звичайну перегузню (Vormela peregusna koshevnikovi), річкову видру (Lutra lutra seistanica), манула (Otocolobus manul ferrugineus) та низку видів кажанів та гризунів, зокрема ендемічну копетдазьку полівку (Microtus paradoxus). Раніше в горах Копетдагу також зустрічалися каспійські тигри (Panthera tigris virgata) та сирійські бурі ведмеді (Ursus arctos syriacus), однак вони вимерли. Можливо, в регіоні досі присутня кавказька рись (Lynx lynx dinniki), однак в останні десятиліття цей вид тут не спостерігався.
Серед поширених в екорегіоні птахів слід навести звичайну посмітюху (Galerida cristata), лісового жайворонка (Lullula arborea), кремовогорлого кеклика (Alectoris chukar), прикаспійського улара (Tetraogallus caspius), звичайну горлицю (Streptopelia turtur), велику горлицю (Streptopelia orientalis), малого яструба (Accipiter nisus), туркестанського яструба (Accipiter badius), степового канюка (Buteo rufinus), чорного шуліку (Milvus migrans), звичайного боривітра (Falco tinnunculus), західного соловейка (Luscinia megarhynchos africana), садову очеретянку (Acrocephalus dumetorum), гірську кропив'янку (Curruca althaea), іранського вівчарика (Phylloscopus neglectus), жовточеревого вівчарика (Phylloscopus nitidus), арчеву кострубу (Mycerobas carnipes speculigerus) та малиновогорлого чечевичника (Rhodopechys sanguineus).
Серед амфібій і плазунів, поширених в регіоні, слід навести середньоазійську ропуху (Bufotes oblongus), кавказьку агаму (Laudakia caucasia), червоподібного сліпуна (Xerotyphlops vermicularis), звичайного щитомордника (Gloydius halys) та гюрзу (Macrovipera lebetina).

## Збереження
Оцінка 2017 року показала, що 2654 км², або 5 % екорегіону, є заповідними територіями. Природоохоронні території включають: Копетдазький заповідник і Сюнт-Хасардазький заповідник в Туркменістані та Національний парк Тандуре і заповідник Орс-Сістан в Ірані.